# Das Haus in der Mango Straße
Das Haus in der Mango Straße (im engl. Original The House on Mango Street) ist ein 1983 erschienener Bildungsroman der mexikanisch-amerikanischen Schriftstellerin Sandra Cisneros, der der sogenannten Chicano-Literatur zugerechnet wird. Er schildert in kurzen Episoden das Heranwachsen von Esperanza Cordero, einer jungen, in Chicago aufwachsenden Latina. Esperanza ist entschlossen, dem materiell armen Leben in ihrem von Chicanos und Puerto Ricanern geprägten Stadtteil zu entkommen, aber gleichzeitig verspricht sie, für die zurückzukommen, die sie dort zurückgelassen hat.
Das Haus in der Mango Straße ist in zahlreiche Sprachen übersetzt worden und zählt heute zum Lesestoff, der regelmäßig in US-amerikanischen Schulklassen behandelt wird. Die deutsche Erstausgabe in der Übersetzung von Gerd Burger wurde 1992 veröffentlicht.

## Inhalt und Schreibstil
Das im Titel bezeichnete Haus steht in einer fiktiven Straße in Chicago, ohne dass diese Stadt in dem Roman als Handlungsort selber namentlich erwähnt wird. In dieser Straße, in der sich Puerto Ricaner und Mexiko-Amerikaner billige Häuser mit anderen ethnischen Gruppierungen teilen, wächst die Ich-Erzählerin Esperanza in einer Arbeitergegend auf. In 44 kurzen Episoden, die sich auf ihre täglichen Erlebnisse konzentrieren, gelegentlich aber auch Beobachtungen und Reflexionen enthalten, schildert sie ihr Leben in einer von Hispanics geprägten Nachbarschaft. Dabei resümiert die Erzählerin in diesen Vignetten ihre Lebensgeschichte, ausgehend von ihrer Kindheit und Jugend in der Nachbarschaft bis hin zum Verlassen der Stadt mit der festen Absicht, später zurückzukehren und das, was sie in der Zwischenzeit gelernt hat, mit den weniger Glücklichen zu teilen.
Jede der Episoden könnte als Geschichte für sich stehen und sie folgen auch keiner chronologischen Ordnung. Konflikte und Probleme bleiben häufig ungelöst, so wie die Zukunft der Menschen in ihrer Nachbarschaft ungelöst ist. Gelegentlich sind diese Episoden nur zwei oder drei Absätze lang. Ihre Sprache ist häufig rhythmisch geprägt, wie beispielsweise die ersten Sätze der ersten Episode, die dem Buch auch den Titel gab:

„Wir haben nicht immer in der Mango Street gewohnt. Vorher wohnten wir in der Loomis im zweiten Stock und vorher in der Keeler. Vor der Keeler war es die Paulina, und an noch vorher kann ich mich nicht erinnern.“

Obwohl das Alter von Esperanza nicht erwähnt ist, ist angedeutet, dass sie etwa 13 Jahre alt ist. Viele der Episoden schildern die Erfahrungen der Mädchen und Frauen in ihrer Nachbarschaft, die häufig isoliert und in ihrer Rolle gefangen sind: Rosa Vargas hat so viele Kinder, dass sie zu erschöpft ist, sich um sie zu sorgen; Alicia, die als älteste Schwester die Geschwister versorgen muss, seitdem die Mutter verstorben ist; Minerva, die von ihrem Ehemann stets beschimpft wird; die dicke Mamacita, die nur acht Wörter Englisch beherrscht und sich deshalb nicht aus dem Haus traut; Rafaela, die in ihrem Haus gefangen ist, weil ihr Ehemann sie für zu schön hält, um das Haus zu verlassen; Sally, die einen deutlich älteren Mann heiratet, um ihrem Vater zu entkommen, der sie aber nur noch mehr eifersüchtig isoliert.
Susanne Weingarten schrieb 1992 in einer Kritik für den Spiegel:

„Zwei, drei Seiten sind diese Stückchen kurz. Sie klingen, als würde eine Freundin sie erzählen, nachmittags bei einer Tasse Kaffee – spontan, vertraut, sprudelig, manchmal kindlich. Sie atmen und schwingen, diese einfachen, hingetupften Skizzen, in deren Abfolge das Mädchen Esperanza ganz allmählich erwachsen wird.“

## Rezeption und Veröffentlichungsgeschichte
Das Haus in der Mango Straße wurde 1985 mit dem American Book Award durch die Before Columbus Foundation ausgezeichnet. Die Literaturkritikerin Claudia Sadowski-Smith hat die Autorin Sandra Cisneros als die vermutlich bekannteste Chicana-Schriftstellerin bezeichnet und ihr als erster mexikanisch-amerikanische Autorin, die von einem der großen US-amerikanischen Verlagshäuser publiziert wurde, eine Rolle als Pionierin zugebilligt. Das Haus an der Mango Straße erschien 1989 zunächst in dem kleinen Verlag Arte Público Press, der sich mit seinem Verlagsprogramm auf ein Lesepublikum mit lateinamerikanischen Wurzeln ausrichtete. Die zweite Auflage dagegen erschien 1991 bei Vintage Books, einem Verlag innerhalb der angesehenen Random-House-Gruppe. Wie Cisneros’ Biografin Ganz anmerkt, war es bis zu diesem Zeitpunkt einzig männlichen Chicano-Autoren gelungen, nach einer Erstveröffentlichung in einem kleinen Verlag mit Minderheitenprogramm zu einem der großen renommierten Verlagshäuser zu wechseln. Die Tatsache, dass Cisneros’ erster Roman so viel Aufmerksamkeit erregte, dass sich ein Verlag wie Vintage Books ihm annahm, verdeutlicht die zunehmende Bedeutung der Chicano-Literatur innerhalb der amerikanischen Literaturszene.
In einem Interview im National Public Radio sagte Cisneros am 19. September 1991.

„Ich glaube, ich kann nicht glücklich sein, wenn ich die einzige bin, die von Random House veröffentlicht wird, wenn es gleichzeitig so viele großartige Schriftsteller – sowohl Latinos als auch Latinas oder Chicanos und Chicanas – gibt, die in den US nicht von großen Verlagshäusern publiziert werden oder diesen noch nicht einmal bekannt sind. Wenn mein Erfolg bedeuten würde, dass die Verlage noch mal einen zweiten Blick auf diese Schriftsteller werfen – und diese dann auch in größerer Zahl verlegen, dann werden wir endlich in diesem Land ankommen.“

## Autobiografischer Hintergrund
Sandra Cisneros wurde am 20. Dezember 1954 in Chicago, Illinois als drittes von insgesamt sieben Geschwistern geboren. Ihr Vater war als junger Mann aus Mexiko in die USA eingewandert, ihre Mutter war eine in den USA geborene Nachfahrin von Mexikanern. Der häufige Wechsel zwischen Chicago und Mexiko-Stadt war der dominierende Aspekt in Cisneros’ Jugend. Es bedeutete, dass die Familie regelmäßig neuen Wohnraum sowie Schulen für die Kinder finden musste. Als Cisneros 11 Jahre alt war, erwarb ihre Familie ein eigenes, bescheidenes Haus in einer von Puertoricanern dominierten Wohngegend. Diese Wohngegend und die Personen, die dort lebten, hatten wesentlichen Einfluss auf Cisneros’ ersten Roman Das Haus in der Mango Straße.
Cisneros erwarb 1976 den Bachelor an der Loyola University Chicago und erhielt 1978 den Master of Fine Arts an der University of Iowa. Während ihrer Zeit an der University of Iowa wurde ihr in einem Seminar zum Kreativen Schreiben ihr spezifischer sozialer Hintergrund deutlich, als andere Studienkollegen sich über Häuser unterhielten, die über Speicher, Keller, Treppenhäuser und Nischen verfügten. In diesem Moment erkannte sie, dass sie selbst nie in einem Haus gelebt hatte, das über so etwas verfügte.

“It wasn’t as if I didn’t know who I was. I knew I was a Mexican woman. But, I didn’t think it had anything to do with why I felt so much imbalance in my life, whereas it had everything to do with it! My race, my gender, and my class! And it didn’t make sense until that moment, sitting in that seminar. That’s when I decided I would write about something my classmates couldn’t write about.”

„Es war nicht so, dass ich mir nicht bewusst war, wer ich war. Ich wusste, dass ich eine mexikanische Frau war. Aber ich war mich noch nicht bewusst geworden, dass dies etwas mit dem Ungleichgewicht in meinem Leben zu tun hatte, obwohl doch alles damit zusammenhing! Meine Rasse, mein Geschlecht und meine Schichtzugehörigkeit. Das alles aber hatte bis zu jenem Morgen im Seminar noch keinen Sinn gemacht. In dem Augenblick hatte ich entschieden, dass ich über etwa schreiben würde, über das meine Studienkollegen nicht schreiben konnten.“

## Ausgaben
- 1984, The United States, Arte Público Press ISBN 0-934770-20-4.
- 1991, The United States, Vintage Contemporaries ISBN 0-679-73477-5.
  - 1992: deutsch von Gerd Burger: Das Haus in der Mango Street. Wilhelm Goldmann Verlag, München, ISBN 3-442-41418-0.

## Einzelbelege
1. ↑  Cruz: On the ‘Simplicity’ of Sandra Cisneros’s House on Mango Street. 2001, S. 910.
2. ↑  Vgl. die Angaben im Katalog der Deutschen Nationalbibliothek . Siehe auch die Angaben im WorldCat . Abgerufen am 15. Dezember 2020.
3. ↑  Wolfgang Carrer: Sandra Cisneros: Das Haus in der Mango Street / The House on Mango Street. In: Frank Kelleter (Hrsg.): Kindler Kompakt : Amerikanische Literatur 20. Jahrhundert. Metzler Verlag, Stuttgart 2015, ISBN 978-3-476-04058-9, S. 180–182, hier S. 180.
4. ↑  Cisneros: Das Haus an der Mango Straße, S. 1. Im Original lautet das Zitat: We didn’t always live on Mango Street. Before that we lived on Loomis on the third floor, and before that we lived on Keeler. Before Keeler it was Paulina, and before that I can’t remember.
5. 1 2  Frisch von der Straße – SPIEGEL-Redakteurin Susanne Weingarten über die Autorin Sandra Cisneros In: Der Spiegel. vom 22. Juni 1992.
6. ↑  The American Book Awards / Before Columbus Foundation (1980–2012). In: BookWeb. American Booksellers Association, 2013, archiviert vom Original am 13. März 2013; abgerufen am 25. September 2013 (1985 – The House on Mango Street, Sandra Cisneros’).
7. ↑  Sadowski-Smith: Border Fictions: Globalization, Empire, and Writing at the Boundaries of the United States. 2008, S. 33.
8. ↑  Ganz: Sandra Cisneros: Border Crossings and Beyond. 1994, S. 27.
9. ↑  Interview mit Tom Vitale im National Public Radio, zitiert in Ganz 1994, S. 27.
10. ↑  Ganz: Sandra Cisneros: Border Crossings and Beyond. 1994, S. 22.
11. ↑  Madsen: Understanding Contemporary Chicana Literature. 2000, S. 107.
12. ↑  Doyle: More Room of Her Own: Sandra Cisneros’s The House on Mango Street. S. 6.